# Khaled Al-Hazaa
Khaled Al-Hazaa (ur. 2 grudnia 1971) – saudyjski piłkarz występujący podczas kariery na pozycji pomocnika.

## Kariera klubowa
Khaled Al-Hazaa podczas kariery piłkarskiej występował w klubie An-Nassr.

## Kariera reprezentacyjna
Khaled Al-Hazaa występował w reprezentacji Arabii Saudyjskiej w latach dziewięćdziesiątych.
W 1992 uczestniczył w Pucharze Konfederacji oraz Pucharze Azji. Na obu tych turniejach Arabia Saudyjska zajmowała drugie miejsce. W Pucharze Konfederacji wystąpił w obu meczach z USA i Argentyną. W Pucharze Azji wystąpił w meczu z Tajlandią. 
W 1989 uczestniczył w Mistrzostwach Świata U-20, które zostały rozegrane w Arabii Saudyjskiej.